# Дальневосточные игры 1927
VIII Дальневосточные игры — соревнование сборных команд некоторых стран Азии. Были проведены в августе 1927 года в Шанхае, Китайская Республика. Спортсмены соревновались в восьми видах спорта.

## Участники
В соревнованиях вновь приняли участие 3 страны:
- Китайская республика (организатор)
- Филиппины
- Японская империя

## Виды спорта и чемпионы
| Вид спорта               | Чемпионы   |
| ------------------------ | ---------- |
| Бейсбол                  | Япония     |
| Баскетбол                | Филиппины  |
| Лёгкая атлетика          | Япония     |
| Волейбол                 | ?          |
| Плавание                 | ?          |
| Теннис, одиночный разряд | Хуэ        |
| Теннис, парный разряд    | Г. Лам/Хуэ |
| Футбол                   | Китай      |